# Gasteria acinacifolia
Gasteria acinacifolia es una especie de planta suculenta perteneciente a la familia Xanthorrhoeaceae. Es originaria de Sudáfrica.

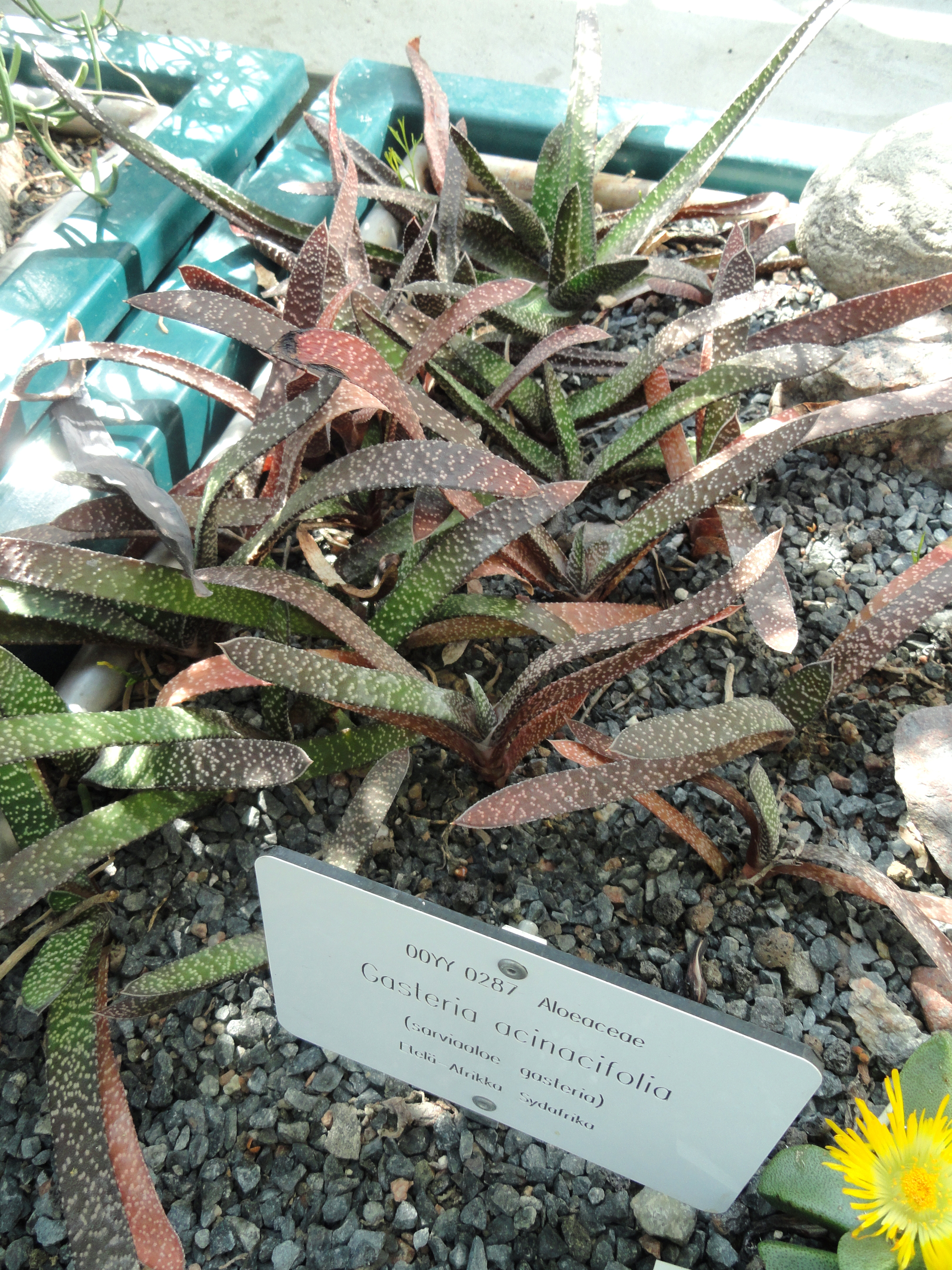
Vista de la planta

## Descripción
Es una planta herbácea perennifolia, suculenta con tallo de 2 a 4 cm de longitud con 10-20 hojas  dispuestas en una roseta densa múltiple, las hojas se reducen gradualmente desde la base hasta el ápice, ligeramente cóncavas en el haz, desigual en el envés, lisas, brillantes, de color verde oscuro, con abundantes y  pequeños puntos inmersos de color blanco verdoso, los márgenes ligeramente rugosos. La inflorescencia, en forma de racimos con brácteas lanceoladas; perianto como tubo largo, oblongo-cilíndrico.

## Taxonomía
Gasteria acinacifolia fue descrita por (J.Jacq.) Haw. y publicado en Suppl. Pl. Succ. 49, en el año 1819.
Sinonimia
| - Aloe acinacifolia J.Jacq. basónimo - Aloe acinacifolia var. minor Salm-Dyck - Aloe candicans (Haw.) Schult. & Schult.f. - Aloe ensifolia (Haw.) Schult. & Schult.f. - Aloe nitens (Haw.) Schult. & Schult.f. - Aloe pluripunctata (Haw.) Schult. & Schult.f. - Aloe venusta (Haw.) Schult. & Schult.f. - Gasteria acinacifolia var. ensifolia (Haw.) Baker - Gasteria acinacifolia var. nitens (Haw.) Baker - Gasteria acinacifolia var. pluripunctata (Haw.) Baker - Gasteria acinacifolia var. venusta (Haw.) Baker - Gasteria candicans Haw. - Gasteria ensifolia Haw. - Gasteria fuscopunctata Baker - Gasteria huttoniae N.E.Br. - Gasteria inexpectata Poelln. - Gasteria linita Haw. - Gasteria lutzii Poelln. - Gasteria nitens Haw. - Gasteria pluripunctata Haw. - Gasteria venusta Haw. |